# Disney Channel Playlist
| Đánh giá chuyên môn | Đánh giá chuyên môn |
| Nguồn đánh giá      | Nguồn đánh giá      |
| Nguồn               | Đánh giá            |
| ------------------- | ------------------- |
| Allmusic            | [ 1 ]               |

Disney Channel Playlist là album tuyển tập các bài hát được sử dụng trong các Disney Channel Original Series cũng như Disney Channel Original Movies, đã được phát hành ngày 9 tháng 6 năm 2009.

## Danh sách bài hát
| Bản chuẩn | Bản chuẩn                                                   | Bản chuẩn                    | Bản chuẩn  |
| STT       | Nhan đề                                                     | Phim gốc                     | Thời lượng |
| --------- | ----------------------------------------------------------- | ---------------------------- | ---------- |
| 1.        | "One and the Same" (Selena Gomez & Demi Lovato)             | Princess Protection Program  | 3:00       |
| 2.        | "Live to Party" (Jonas Brothers)                            | JONAS                        | 2:50       |
| 3.        | "So Far, So Great" (Demi Lovato)                            | Sonny With a Chance          | 2:14       |
| 4.        | "Let It Go" (Mitchel Musso & Tiffany Thornton)              | Hatching Pete                | 2:36       |
| 5.        | "Hero in Me" (Emily Osment)                                 | Dadnapped                    | 2:20       |
| 6.        | "Let's Get Crazy" (Hannah Montana)                          | Hannah Montana phần 3        | 2:35       |
| 7.        | "Gitchee Gitchee Goo" (Vincent Martella & Ashley Tisdale)   | Phineas and Ferb             | 1:59       |
| 8.        | "The Girl Can't Help It" (Mitchel Musso)                    | Princess Protection Program  | 3:22       |
| 9.        | "Everything Is Not As It Seems" (Selena Gomez)              | Wizards of Waverly Place     | 0:50       |
| 10.       | "This Is Me" (Demi Lovato & Joe Jonas)                      | Camp Rock                    | 3:07       |
| 11.       | "Breaking Free" (Vanessa Hudgens, Zac Efron và Drew Seeley) | High School Musical          | 3:26       |
| 12.       | "Fabulous" (Ashley Tisdale & Lucas Grabeel)                 | High School Musical 2        | 3:01       |
| 13.       | "Run It Back Again" (Corbin Bleu)                           | Minutemen                    | 2:51       |
| 14.       | "Start the Party [Remix]" (Jordan Francis)                  | Camp Rock                    | 2:46       |
| 15.       | "Dance Me If You Can" (The Cheetah Girls)                   | The Cheetah Girls: One World | 3:30       |

## Xếp hạng và doanh số
| Bảng xếp hạng (2009) | Vị trí cao nhất | Doanh số |
| -------------------- | --------------- | -------- |
| U.S. Billboard 200   | 72              | 30.000   |
| U.S. Top Kid Albums  | 1               | 30.000   |